# UNIted HK
UNIted HK (celým názvem: UNIted Hradec Králové) je univerzitní klub ledního hokeje z Hradce Králové, který hraje v Univerzitní lize ledního hokeje. Založen byl v roce 2024 a reprezentuje Univerzitu Hradec Králové, Farmaceutickou fakultu UK v Hradci Králové, Lékařskou fakultu UK v Hradci Králové a Vojenskou lékařskou fakultu Univerzity obrany.

## Historické názvy
- 2024– UNIted HK (UNIted Hradec Králové)

## Stadion
Tým UNIted hraje všechna svá domácí utkání v hradecké ČPP aréně s kapacitou 6 890 diváků.

## Statistiky

### Přehled ligové účasti

#### Stručný přehled
- 2024– : ULLH

#### Jednotlivé ročníky
| Česko (2024-) |        |    |    |                                                      |          |       |
| Ročník        | Soutěž | PK | ZČ | Play-off                                             | Cel. um. | Pozn. |
| 2024/2025     | ULLH   | 12 | 7. | Čtvrtfinále (prohra 2:0 na zápasy s UK Kings Prague) | 7.       |       |

### Přehled kapitánů a trenérů v jednotlivých sezónách
| Sezóna    | Soutěž | Kapitán        | Trenéři      | Soupiska           |
| --------- | ------ | -------------- | ------------ | ------------------ |
| 2024/2025 | ULLH   | Martin Maťátko | Jakub Loučka | Soupiska 2024/2025 |

### Nejlepší střelec, Nejlepší nahrávač
| Ročník    | Góly         | Góly | Asistence    | Asistence | Body         | Body |
| --------- | ------------ | ---- | ------------ | --------- | ------------ | ---- |
| 2024/2025 | Andrej Vlach | 9    | Michal Beneš | 11        | Andrej Vlach | 18   |